# Hladké Životice
Hladké Životice (in tedesco Seitendorf) è un comune della Repubblica Ceca facente parte del distretto di Nový Jičín, nella regione della Moravia-Slesia.